# Twin City
Twin City è una città degli Stati Uniti d'America, situato nella Contea di Emanuel, in Georgia. Secondo il censimento del 2000 la popolazione era di 1.752.

## Geografia fisica
Le coordinate geografiche di Greensburg sono 32°34′50″N 82°09′28″W (32.580420, -82.157776). Twin City occupa un'area totale di 9,30 km², tutti di terra.

## Storia
Twin City prende il nome dalla combinazione di due città adiacenti: Graymont e Summit.

## Società

### Evoluzione demografica
Al censimento del 2000, risultarono 1 752 abitanti, 545 nuclei familiari e 390 famiglie residenti in città. Ci sono 632 alloggi con una densità di 68,2/km². La composizione etnica della città è 45,66% bianchi, 53,60% neri o afroamericani, 0,40% di altre razze e 1,26% ispanici e latino-americani. Dei 545 nuclei familiari il 39,6% ha figli di età inferiore ai 18 anni che vivono in casa, 45,7% sono coppie sposate che vivono assieme, 20,2% è composto da donne con marito assente, e il 28,3% sono non-famiglie. Il 25.3% di tutti i nuclei familiari è composto da singoli 12,8% da singoli con più 65 anni di età. La dimensione media di un nucleo familiare è di 2,65 mentre la dimensione media di una famiglia è di 3,16. La suddivisione della popolazione per fasce d'età è la seguente: 26,1% sotto i 18 anni, 12,0% dai 18 ai 22 28.5% dai 25 ai 44, 19,2% dai 45 ai 64, e il 14,2% oltre 65 anni. L'età media è di 35 anni. Per ogni 100 donne ci sono 113,4 maschi. Per ogni 100 donne sopra i 18 anni, ci sono 117,1 maschi. Il reddito medio di un nucleo familiare è di $21 348 mentre per le famiglie è di $24 861. Gli uomini hanno un reddito medio di $23 661 contro $13 370 delle donne. Il reddito pro capite della città è di $9 813. Circa il 22,3% delle famiglie e il 30,0% della popolazione è sotto la soglia della povertà. Sul totale della popolazione il 28,1% dei minori di 18 anni e il 44,1% di chi ha più di 65 anni vive sotto la soglia della povertà.

## Istruzione
- Emanuel County Institute & Twin City Elementary

## Attrazioni
- George L. Smith State Park